# Bohoslužba slova
Bohoslužba slova (v evangelické církvi služba slova) je část mše, skládající se zejména ze dvou nebo tří čtení z Bible proložených zpěvy, dále pak z kázání, vyznání víry a přímluv. V případě nedostatku kněží se může namísto mše (s bohoslužbou oběti) slavit samostatná bohoslužba slova (s úvodními obřady před vlastní bohoslužbou a závěrečnými obřady po ní), kterou může vést i jáhen, lektor, akolyta nebo dokonce i jiný laik.